# Кім Роденбау
Кім Роденбау (англ. Kim Rhodenbaugh, 26 березня 1966) — американська плавчиня.
Учасниця Олімпійських Ігор 1984 року.
Призерка Чемпіонату світу з водних видів спорту 1982 року.
Переможниця Панамериканських ігор 1983 року.
Переможниця літньої Універсіади 1987 року.